# كارولينا بيلافسكا
كارولينا بيلافسكا (من مواليد 11 أبريل 1999) هي عارضة أزياء وحاملة لقب في مسابقات الجمال من بولندا، تُوّجت بلقب ملكة جمال العالم 2021، لتُصبح بذلك ثاني بولندية تحصد هذا اللقب بعد أنيتا كريغليتسكا التي فازت به عام 1989.

## النشأة
وُلدت كارولينا بيلافسكا في مدينة وودج البولندية، وهي ابنة أغنيس زاكرزيفسكا-بيلافسكا، عميدة كلية التنظيم والإدارة في جامعة وودج للتكنولوجيا، ولوكاش بيلافسكي، الرئيس السابق لنادي وودج الرياضي. تدرس بيلافسكا إدارة الأعمال، وقد حصلت على درجة البكالوريوس في الإدارة، وتتابع حالياً دراستها لنيل درجة الماجستير.

## الروابط الخارجية
- كارولينا بيلافسكا  على فيسبوك.
- كارولينا بيلافسكا على إنستغرام